# Cyamiidae
Cyamiidae zijn een familie van tweekleppigen uit de superorde Imparidentia.

## Geslachten
- Cyamiocardium Soot-Ryen, 1951
- Cyamiomactra Bernard, 1897
- Cyamium Philippi, 1845
- Eugaimardia Cotton, 1931
- Kidderia Dall, 1876
- Legrandina Tate & May, 1901
- Peregrinamor Shôji, 1938
- Perrierina F. Bernard, 1897
- Ptychocardia Thiele, 1912
- Reloncavia Soot-Ryen, 1969